# Bahāʾullāh

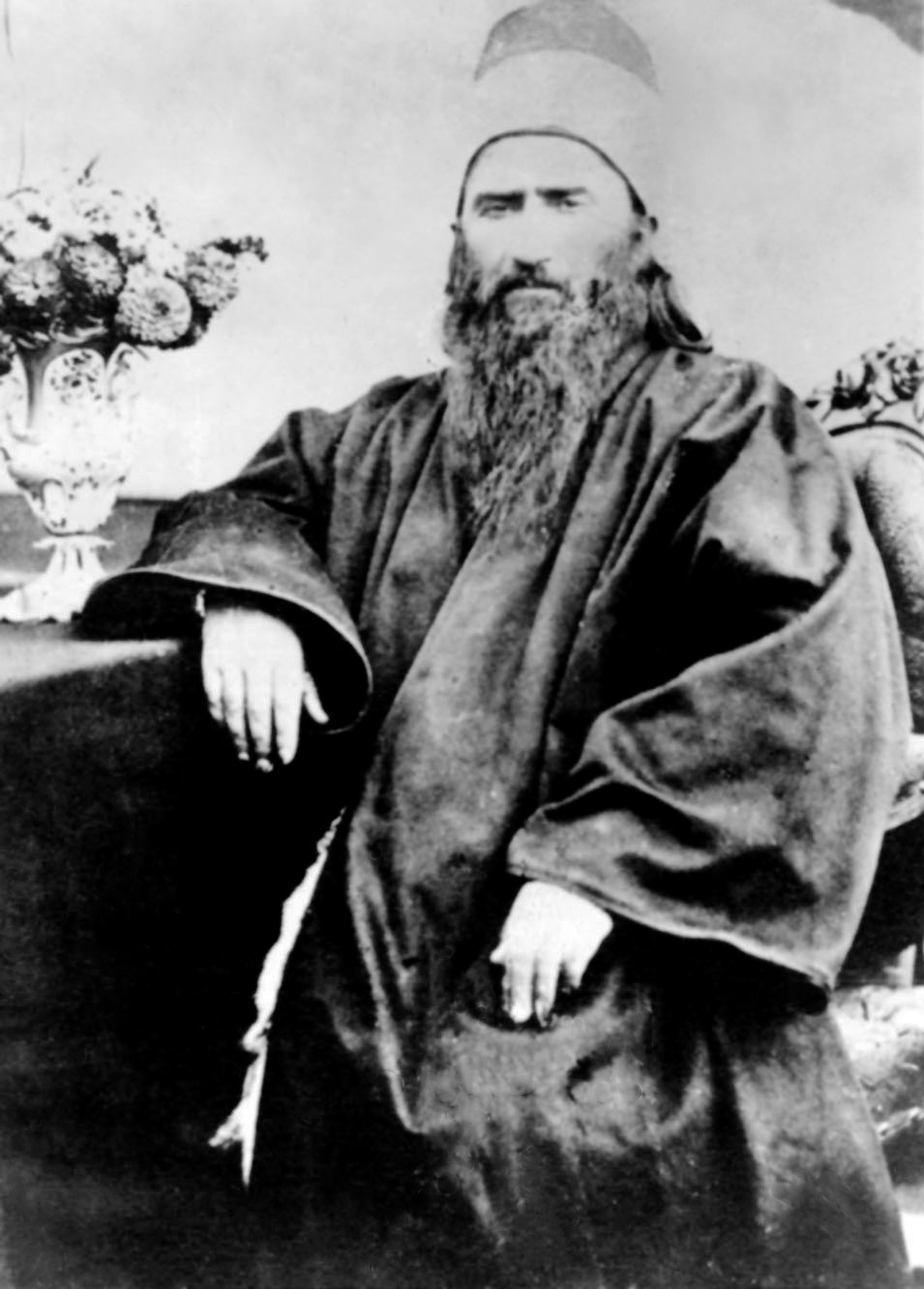
Mirzā Husain-ʿAli Nuri, genannt Bahāʾullāh, 1868

Bahāʾullāh (arabisch بهاء الله, DMG Bahāʾ Allāh ‚Herrlichkeit Gottes‘; auch Baháʾuʾlláh transkribiert) ist der religiöse Ehrentitel von Mirzā Husain-ʿAli Nuri (persisch میرزا حسین‌علی نوری; geboren am 12. November 1817 in Teheran; gestorben am 29. Mai 1892 in Akkon), dem iranischen Religionsstifter des Bahaitums.
Mirzā Husain-ʿAli Nuri, meist Bahāʾullāh genannt, verkündete Mitte des 19. Jahrhunderts, ein Gottesgesandter zu sein. Durch seine Offenbarung gebe er einen Impuls für die Veredelung des menschlichen Charakters und für gesellschaftlichen Fortschritt.
Bahāʾullāh ist Autor tausender Verse, Briefe und Bücher. Seine Schriften beschreiben, dass die Menschheit an der Schwelle zu einer Epoche des weltweiten Friedens und der Einheit in Vielfalt stehe. Sie skizzieren einen Rahmen für die Entwicklung einer globalen Zivilisation, die sowohl die geistige als auch die materielle Dimension des menschlichen Lebens berücksichtigen solle. Einige seiner Lehren sind mystisch und befassen sich mit der Natur Gottes und dem Fortschritt der Seele, während andere die Bedürfnisse der Gesellschaft, die religiösen Verpflichtungen seiner Anhänger und die Grundlagen der Bahai-Verwaltungsordnung betreffen.
Bahāʾullāh wurde im Laufe seines Lebens mehrfach inhaftiert, verbannt und unter schwierigen Bedingungen festgehalten, insbesondere aufgrund seiner religiösen Aktivitäten im Kontext der politischen und religiösen Spannungen des damaligen Iran. Während dieser Zeit fanden seine Lehren unter Anhängerinnen und Anhängern zunehmende Verbreitung, zunächst in Iran und später in weiteren Teilen Asiens und darüber hinaus. Schätzungen zufolge gibt es heute weltweit zwischen 5 und 8 Millionen Bahāʾī, die in zahlreichen Ländern vertreten sind.

## Leben

### Iran (1817–1853)

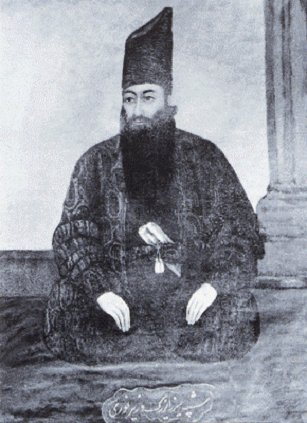
„Mirzā Bozorg“, der Vater von Mirzā Husain-ʿAli

#### Jugend und Familie
Mirzā Husain-ʿAli (später bekannt als Bahāʾullāh) wurde am 12. November 1817 in Teheran als Sohn von Mirzā Abbās Nuri (bekannt als Mirzā Bozorg), einem Minister am Hofe des Schahs und renommierten Kalligraphen, und dessen Frau Khadījih geboren. Er wird in der Glaubenslehre der Bahai als Nachkomme Abrahams angesehen. Über Details aus der Kindheit Bahāʾullāhs ist wenig dokumentiert. Er besuchte keine Schule, sondern wurde privat unter anderem in Lesen, Schreiben und Rechnen unterrichtet. Es wird ihm zugeschrieben, bereits in sehr jungen Jahren durch Wissen und Weisheit aufgefallen zu sein und die Natur geliebt zu haben. Später berichtete Bahāʾullāh von einem prägenden Erlebnis aus seiner Kindheit – ein Puppenspiel über den königlichen Hof:

„[…] Nach dem Ende der königlichen Audienz fiel der Vorhang; und nach ungefähr zwanzig Minuten kam ein Mann mit einer Kiste unter dem Arm hinter dem Zelt hervor. ‚Was für eine Kiste ist das?‘, fragte Ich ihn, ‚und was war das für ein Schauspiel?‘ ‚All die Puppen und ihre ganze Pracht‘, antwortete er, ‚der König, die Prinzen, die Minister, ihr Prunk, ihre Herrlichkeit und ihre Macht – alles, was du gesehen hast, liegt jetzt in dieser Kiste.‘ [...] Seit diesem Tag erschien Mir aller Schmuck der Welt wie in diesem Schauspiel. […] Der Mensch muss die kurze Spanne seines Lebens aufrichtig und gerecht durchschreiten. […] In den Augen der Einsichtsvollen sind all diese Konflikte, Streitigkeiten und prahlerischen Eitelkeiten auf ewig wie kindliche Spiele und Zeitvertreib.“

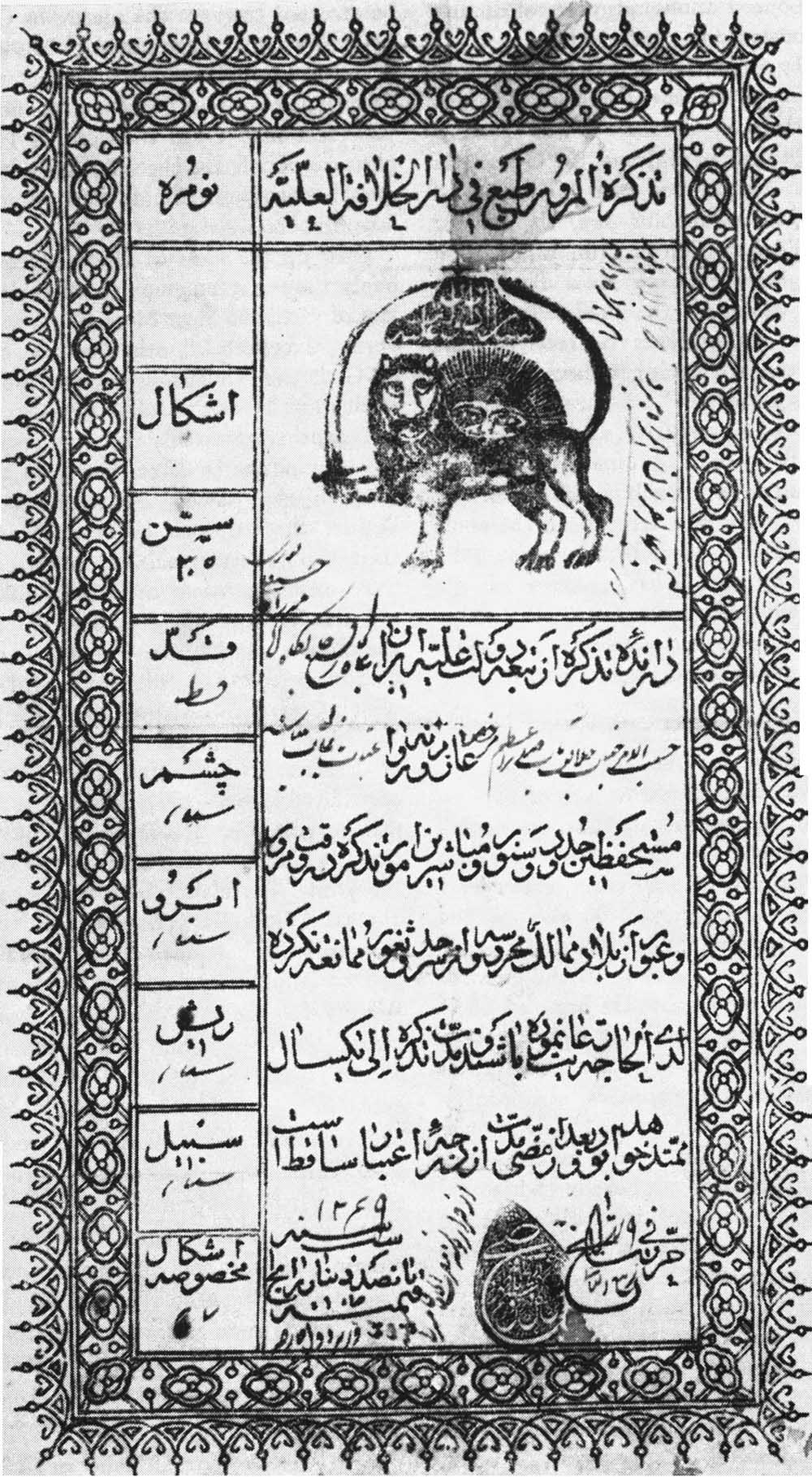
Der persische Reisepass Bahāʾullāhs

Eine Position am Hofe des Schahs, die Bahāʾullāh angeboten wurde, lehnte dieser ab. Stattdessen sorgte er sich um seine Ländereien und ging karitativen Tätigkeiten nach. Im Alter von 18 Jahren heiratete er seine erste Frau Āsīyih. Das Paar hatte sieben Kinder, von denen drei das Erwachsenenalter erreichten. Der älteste von ihnen, Abbas (bekannt als ʿAbdul-Bahāʾ), wurde 1844 geboren. Er sollte nach dem Tod seines Vaters als „Mittelpunkt des Bundes“ die Geschicke der Bahai-Religion innehalten. 1846 wurde seine Tochter Fatimih Sultān Khānum (bekannt als Bahīyyih Khānum oder das „Größte Heilige Blatt“) und 1850 sein Sohn Mirzā Mihdī geboren. Über ihre Eltern berichtet Bahīyyih Khānum, dass sie „so wenig wie möglich an staatlichen Veranstaltungen, gesellschaftlichen Zeremonien und den luxuriösen Gewohnheiten der gewöhnlichen hochgestellten und wohlhabenden Familien“ teilnahmen und sich „lieber um die Armen und um alle“ kümmerten, „die unglücklich oder in Schwierigkeiten waren“.

#### Die Bābī-Bewegung
In Iran verkündete ab 1844 ein junger Kaufmann, der unter dem Titel „der Bāb“ bekannt wurde, der Überbringer einer Botschaft Gottes zu sein. Er sprach vom Anbruch eines Zeitalters des weltweiten Friedens und der Gerechtigkeit, das durch das kurz bevorstehende Auftreten des „Verheißenen aller Religionen“ eingeleitet werde. Sein eigenes Wirken bereite den Weg für diesen Gottesboten. Zu einer persönlichen Begegnung zwischen Bāb und Bahāʾullāh kam es zwar nicht. Doch Bahāʾullāh erklärte seinen Glauben an den Bāb, als er zum ersten Mal von seiner Botschaft erfuhr. Er begann unmittelbar, den Bābī-Glauben zu fördern und wurde zu einer der herausragenden Persönlichkeiten innerhalb der Gemeinde.
Zu den zentralen Ereignissen für die Entwicklung der Bābī-Religion gehört die Versammlung einiger seiner bedeutendsten Anhänger im Juni und Juli 1848 im Dorf Badascht im Nordosten Irans. Bahāʾullāh war Gastgeber und spielte eine Schlüsselrolle dabei, den Charakter des Bābī-Glaubens als eigenständige Religion und dessen Unabhängigkeit von islamischen Traditionen zu etablieren. Die Annahme des Ehrentitels Bahāʾullāh geht auch auf diese Versammlung zurück.
Innerhalb weniger Jahre schlossen sich vor allem in Iran und im Irak bis zu 100.000 Personen der Bābī-Bewegung an, die sich unter anderem der Stärkung der gesellschaftlichen Stellung von Frauen und der geistigen Ermächtigung benachteiligter Bevölkerungsgruppen widmete. Die religiöse und politische Führung in Iran ging gegen die Bābī mit brutaler Repression vor, im Zuge derer Tausende gefoltert und ermordet wurden. Der Bāb wurde am 9. Juli 1850 in Täbris von einem Soldatenregiment erschossen. Diese Entwicklungen ließen die Bābī überwiegend zerstreut und demoralisiert zurück.

Die Bābī-Gemeinde wandte sich zunehmend Bahāʾullāh zu, der für ihre Entwicklung nun weitgehend Verantwortung trug. Sein jüngerer Halbbruder, Mirzā Yahyā (auch bekannt als Subh-i Azal), war vom Bāb eingesetzt worden, der Gemeinde bis zum kurz bevorstehenden Auftreten des Verheißenen nominell vorzustehen. Einer tatsächlichen Führungsrolle war er jedoch anscheinend nicht gewachsen. Später erkannte Yahya den Anspruch Bahāʾullāhs, dieser vom Bāb angekündigte Bote Gottes zu sein, nicht an, sondern wandte sich gegen seinen Bruder und dessen Anhänger.

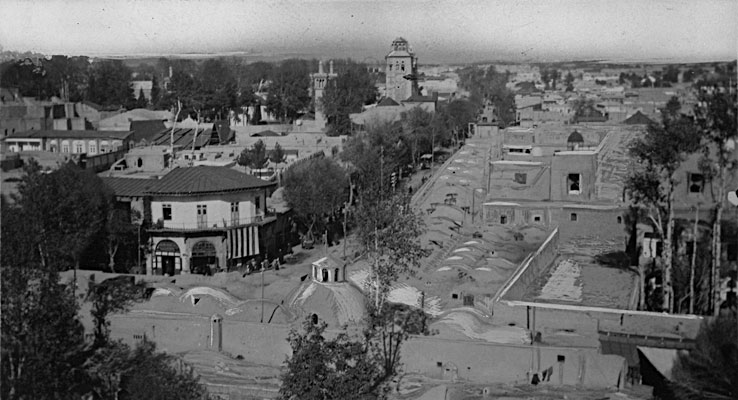
Teheran zum Zeitpunkt der Gefangennahme Bahāʾullāhs 1852

#### Einkerkerung und Berufungserlebnis (1852)

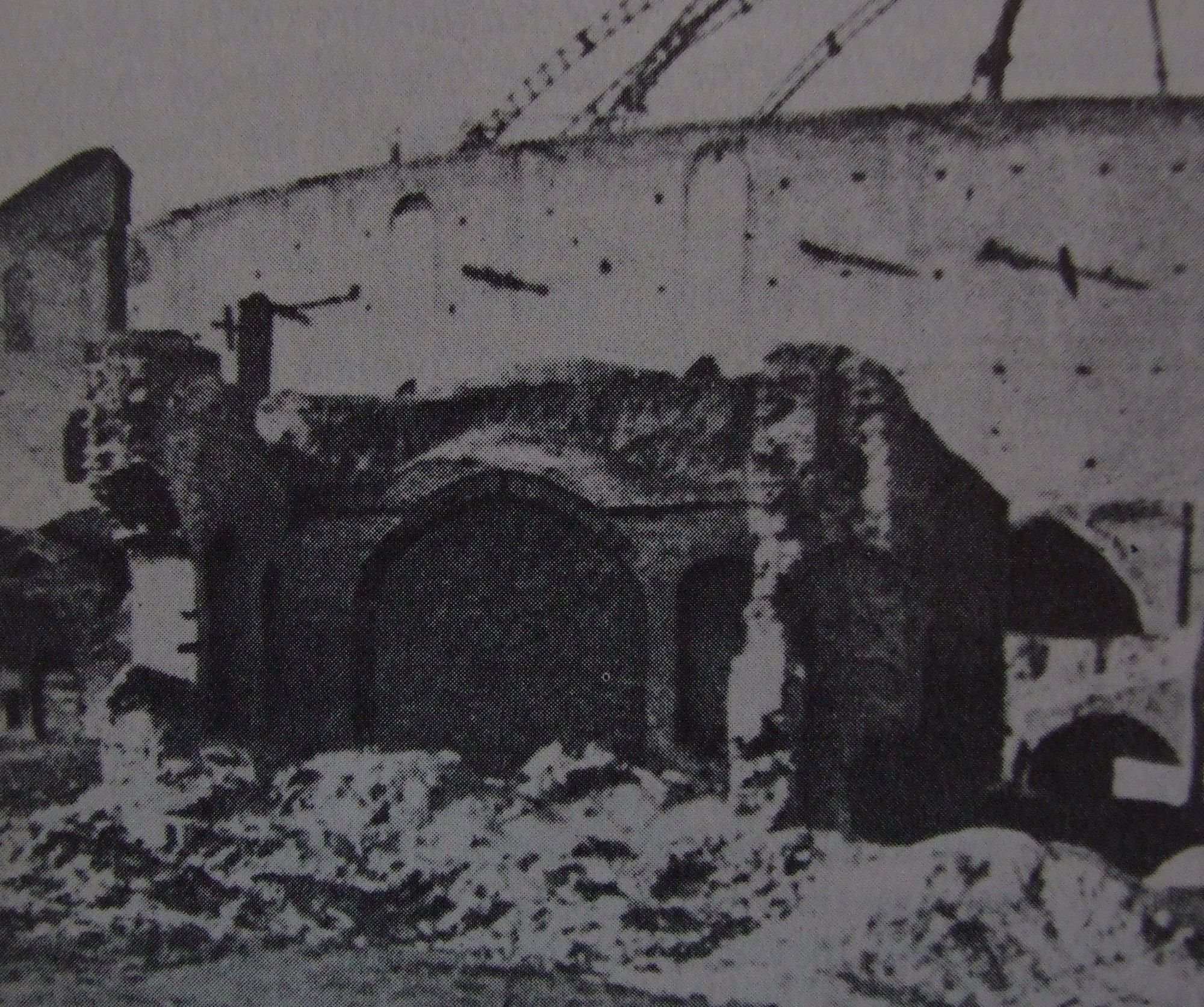
Der Korridor zum Eingang des Siyāh Tschāl

Im August 1852 versuchten drei junge Bābī, ein Attentat auf Nāser ad-Din Schāh auszuüben, was diesen veranlasste, ein allgemeines Massaker an den Bābī anzuordnen. Bahāʾullāh wurde fälschlicherweise der Mittäterschaft beschuldigt und ein Haftbefehl wurde ausgestellt. Bevor er daraufhin selbst das Hauptquartier der königlichen Armee in Niyāvarān erreichen konnte, wurde er verhaftet und zu einem unterirdischen Kerker in Teheran geführt, dem Siyāh Tschāl („Schwarzes Loch“). Dort wurde Bahāʾullāh gemeinsam mit anderen Bābī eingekerkert und in schwere Ketten gelegt. Später berichtete er, im Siyāh Tschāl den Beginn seiner göttlichen Offenbarung erfahren zu haben:

„[…] in den seltenen Augenblicken des Schlummers [hatte Ich] ein Gefühl, wie wenn etwas vom Scheitel Meines Hauptes über Meine Brust strömte, einem mächtigen Sturzbach gleich, der sich vom Gipfel eines hohen Berges zu Tal ergießt.“

An anderer Stelle beschreibt er, dass ihm eine himmlische Jungfrau erschienen sei und ihm seine Mission verkündet habe. Die Bahai-Lehren sehen darin ein Symbol für den „Größten Geist“, vergleichbar mit dem brennenden Busch, dem Moses begegnete, der Taube, die auf Jesus herabkam, oder dem Engel Gabriel, der Muhammad erschien.
Unter anderem da keine Beweise für die Anschuldigungen gegen Bahāʾullāh gefunden werden konnten, wurde er im Dezember 1852 nach vier Monaten aus dem Siyāh Tschāl mit der Bedingung entlassen, das Land zu verlassen.

### Bagdad und Kurdistan (1853–1863)

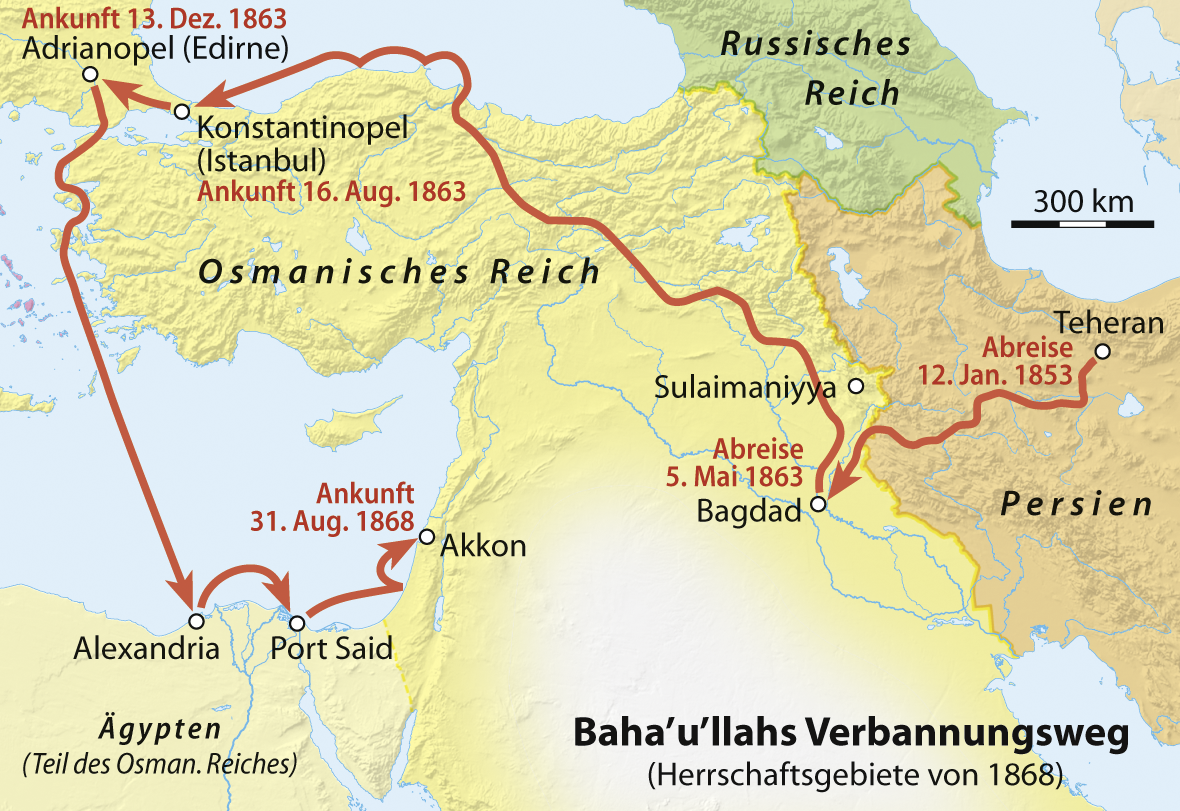
Bahāʾullāhs Verbannungsweg

Bagdad und Tigris im 19. Jahrhundert

Bahāʾullāh, der nun schwer erkrankt war und dessen Haus und Eigentum geplündert und zerstört worden waren, wählte Bagdad als Verbannungsort. Gemeinsam mit seiner Familie verließ er Teheran am 12. Januar 1853. Der Marsch, der sie auch über das Zagros-Gebirge führte, erwies sich unter anderem aufgrund extremer Wetterbedingungen im Winter, für die sie schlecht ausgerüstet waren, als außerordentlich entbehrungsreich.
Bahāʾullāh kam am 8. April 1853 in Bagdad an und begann damit, die demoralisierte Bābī-Gemeinde wieder aufzurichten. Er sah jedoch vorerst davon ab, seine Mission öffentlich zu verkünden. Die Bābī, die in der Stadt und ihrer Umgebung lebten, sowie jene, die aus Iran zu Besuch kamen, fanden in Bahāʾullāh eine moralische Führungspersönlichkeit. Das veranlasste Mirzā Yahyā, Bahāʾullāh zu verleumden.
Um zu verhindern, wie er sagte, dass seinethalben Zwietracht aufkomme oder jemand gekränkt werde, verließ Bahāʾullāh Bagdad am 10. April 1854. Für die nächsten zwei Jahre zog er sich für eine Zeit des Gebets und der Reflexion über seine Mission zurück. In dieser Periode, die unter anderem mit der Einsamkeit von Jesus in der Wüste verglichen wird, lebte er wie ein Derwisch in einer Höhle in den Bergen in der Nähe von Sulaimaniyya in Kurdistan.
Lokale Sufis wurden auf Bahāʾullāh aufmerksam – auf deren Bitte verfasste er mystische Werke und lehrte im Zentrum ihres Ordens. Als Erzählungen über einen Derwisch, der zunehmend Ansehen genoss, auch die Bābī in Bagdad erreichten, erahnten sie Bahāʾullāhs Identität. Sie beauftragten eine Gesandtschaft damit, ihn angesichts des desolaten Zustands der Bābī-Gemeinde zur Rückkehr zu bewegen. Bahāʾullāh stimmte den eindringlichen Bitten der Bābī schließlich zu.

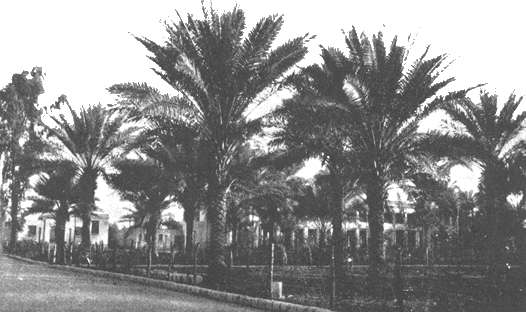
Der ehemalige Garten Ridvān bei Bagdad im heutigen Irak

Am 19. März 1856 traf Bahāʾullāh in Bagdad ein. Dort begann er, die Gemeinde wieder aufzubauen und ihre Einheit zu stärken. In dieser Zeit verfasste er auch drei seiner renommiertesten Werke – die Verborgenen Worte, die Sieben Täler und das Buch der Gewissheit. Er spielte in seinen Schriften auf seinen Anspruch an, ein Bote Gottes zu sein, gab diesen jedoch weiterhin nicht öffentlich bekannt.
Bahāʾullāhs wachsendes Ansehen brachte die Gegnerschaft eines führenden Klerikers und des iranischen Konsuls hervor, die ihn unter anderem im direkten Umfeld von Nāser ad-Din Schāh verleumdeten. In Folge bewog dieser den osmanischen Sultan Abdülaziz dazu, Bahāʾullāh nach Istanbul zu beordern.
Unmittelbar bevor er Bagdad verließ, verbrachte Bahāʾullāh gemeinsam mit ausgewählten Begleitern und Anhängern ab dem 21. April 1863 zwölf Tage am Ufer des Tigris in einem Garten, den er Ridvān („Paradies“) nannte. An diesem Ort erklärte er, der vom Bāb Verheißene zu sein – der Bote Gottes für die heutige Zeit. Am zwölften Tag traten Bahāʾullāh und sein Gefolge die Reise nach Istanbul an.

### Istanbul und Edirne (1863–1868)

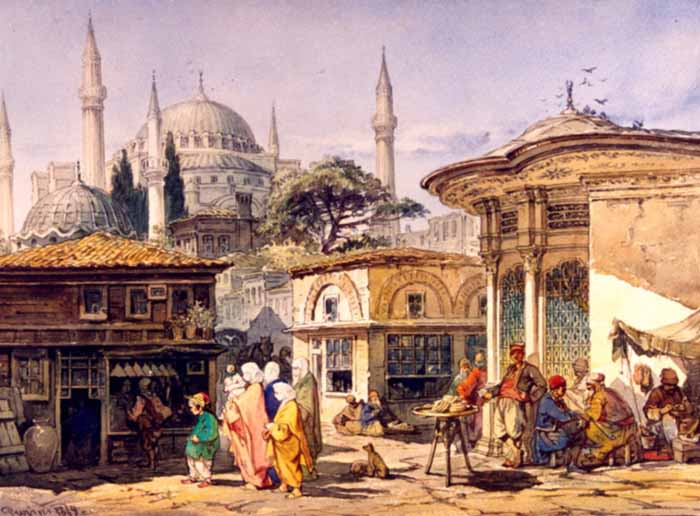
Istanbul im 19. Jahrhundert

Bahāʾullāh erreichte drei Monate nach seiner Abreise Istanbul, bevor er nach Edirne (Adrianopel) verbannt wurde. Die Reise von Istanbul nach Edirne im Dezember 1863 war für die Gruppe sehr zermürbend.
In Edirne versuchte Bahāʾullāhs Halbbruder (Mirza Yahya) ihn zu vergiften, woraufhin er für sein weiteres Leben an einem ständigen Zittern litt. Von dort aus begann Bahāʾullāh ab 1867, Sendschreiben an damalige Könige und Herrscher zu richten, darunter Napoleon III., Zar Alexander II., Königin Victoria, Nasiri'd-Din Schah und Papst Pius IX. Darin verkündete Bahāʾullāh offen seinen Anspruch. Er sprach vom Anbruch einer neuen Ära in der Menschheitsgeschichte und weitreichenden Umwälzungen in der politischen und sozialen Ordnung der Welt. Er rief die Herrscher auf, Gerechtigkeit zu üben, abzurüsten, einen Staatenbund zu etablieren und dem Krieg ein Ende zu setzen.
Der durch Bahāʾullāhs Gegner verursachte Aufruhr veranlasste die Behörden, ihn in die Festungsstadt Akkon im heutigen Israel weiter zu verbannen.

### Akkon und Umgebung (1868–1892)

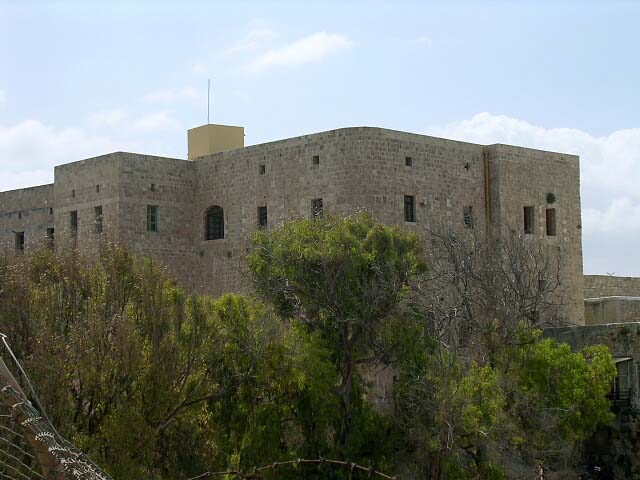
Die Festung in Akkon, in welcher Bahāʾullāh eingekerkert wurde

Am 31. August 1868 kamen Bahāʾullāh und seine Gefährten in der Stadt an. Gemeinsam mit 70 Familienmitgliedern und Anhängern wurde er im Gefängnis Akkon eingesperrt. Zu dieser Zeit galt Akkon als ein abgelegener Ort, der Schwerverbrechern und politischen Gegnern der osmanischen Regierung vorbehalten war. Die Stadt hatte keinen Zugang zu sauberem Wasser und die Luft war außergewöhnlich stark verschmutzt. Die Behörden waren der Annahme, Bahāʾullāh würde in dieser rauen Umgebung nicht lange überleben.
Nachdem die Bewohner der Stadt und die Behörden Bahāʾullāh und andere Gefangene, insbesondere auch ʿAbdul-Bahāʾ, kennenlernten, wurden die Haftbedingungen erleichtert. Bahāʾullāh konnte schließlich das Gefängnis nach zwei Jahren verlassen und wurde gemeinsam mit anderen in ein beengtes Quartier innerhalb der Stadtmauern verlegt.
1873 schloss Bahāʾullāh mit dem Kitáb-i-Aqdas sein wichtigstes Werk ab. Dieses beinhaltet unter anderem Gesetze und Grundsätze zum Gebet, zum Fasten und zur Ehe. Das Kitáb-i-Aqdas gilt als einzigartig in der Religionsgeschichte, da es sich darüber hinaus auch mit Themen befasst, die oft zu Spaltungen einer Religion geführt hätten. Denn unter anderem etablierte Bahāʾullāh darin die Grundlagen seiner Verwaltungsordnung und ernannte ʿAbdul-Bahāʾ zu seinem Nachfolger und autorisierten Interpreten.

Nachdem sich die Bedingungen für Bahāʾullāh weiterhin lockerten, verbrachte er ab 1877 für etwa zwei Jahre seine Zeit auch im Landhaus von Mazra'ih in der Nähe von Akkon und besuchte regelmäßig eine als Ridván-Garten bezeichnete Anlage in der Natur. Während dieser Zeit empfing Bahāʾullāh viele Besucher und verfasste zahlreiche Sendschreiben.

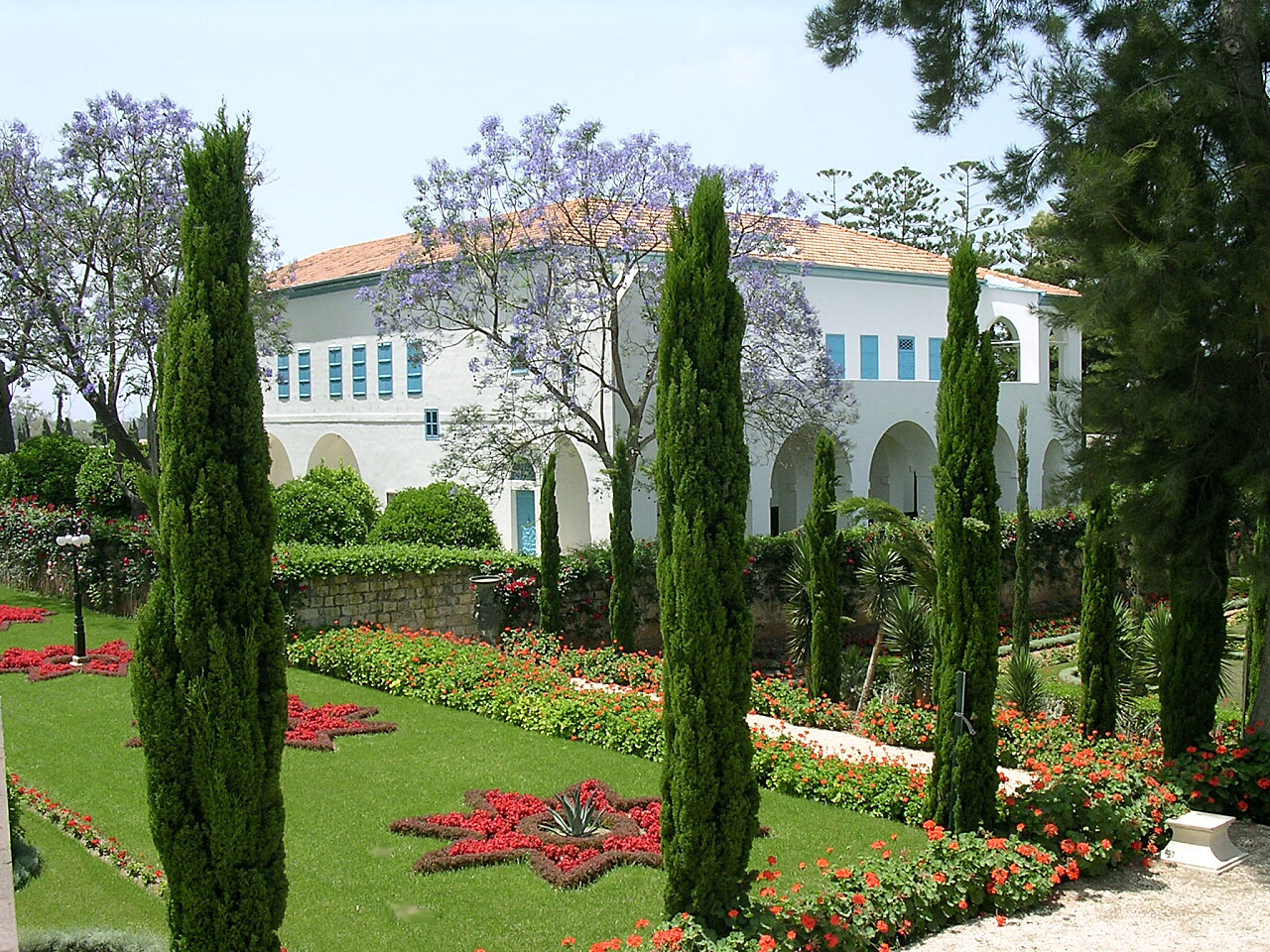
Bahāʾullāhs Haus in Bahji

Die letzten zwölfeinhalb Jahre seines Lebens wohnte Bahāʾullāh in dem von ʿAbdul-Bahāʾ gemieteten Landsitz von Bahjí bei Akkon. Im April 1890 kam es dort auch zur Begegnung mit dem britischen Orientalisten Edward Granville Browne. In Bahjí schrieb Bahāʾullāh sein letztes großes Werk, den Brief an den Sohn des Wolfes, und sandte weiterhin Sendschreiben in verschiedene Teile der Welt. Unter anderem verurteilte Bahāʾullāh in seinen Werken den religiös motivierten Fanatismus und Hass und rief dazu auf, mit den Anhängern anderer Religionen „im Geiste des Wohlwollens und der Brüderlichkeit“ zu verkehren. Er erläuterte, dass seine Lehren die eine Religion Gottes entsprechend den Bedürfnissen der heutigen Zeit erneuerten.
In dieser Zeit besuchte Bahāʾullāh mehrmals Haifa und den Berg Karmel. Bahāʾullāh verfasste dort die Tafel vom Karmel, die als Charta für die Errichtung des weltweiten administrativen und geistigen Zentrums des Bahai-Glaubens gilt.
Bahāʾullāh starb am 29. Mai 1892 im Landhaus von Bahjí. Neun Tage später wurde sein Testament entsiegelt, in dem unter anderem die Rolle ʿAbdul-Bahāʾs als Nachfolger bekräftigt wurde. Bahāʾullāh wurde in einem Raum in einem Haus neben der Residenz beigesetzt. Der Schrein, der nun sein Grab umgibt, ist für die Bahai der heiligste Ort auf Erden, in dessen Richtung sie sich jeden Tag im Pflichtgebet wenden sollen und der von Pilgern besucht wird.

## Lehren
Bahāʾullāhs Lehren sind vielfältig und befassen sich sowohl mit sozialem Wandel als auch mit dem Wesen des Menschen und seiner Beziehung zu Gott. Der Dreh- und Angelpunkt seiner Lehren ist die Einheit der gesamten Menschheit in all ihrer Vielfalt. Die Menschheit bestehe wie der menschliche Körper aus verschiedenen Teilen, die zum Wohle der Gemeinschaft zusammenarbeiten müssen. Bahāʾullāhs Lehren zielen darauf ab, die Menschheit zu befähigen, dieses Prinzip in die Realität umzusetzen und so eine friedvolle und harmonische Welt zu gestalten, die sowohl durch materiellen als auch geistigen Wohlstand charakterisiert ist. Nach den Bahai-Schriften gehe eine solch grundlegende Veränderung mit einem langfristigen Prozess des Lernens und des Aufbaus von neuen Kapazitäten einher, an dem sich immer mehr Menschen engagieren.

### Der Mensch, Gott und die Religion
Die „vernunftbegabte Seele“ ist nach den Lehren Bahāʾullāh die wahre Identität einer Person. Diese gehöre selbst nicht zur materiellen oder physischen Welt, sondern sei mit dem Körper so verbunden wie das Licht der Sonne mit einem Spiegel. Sie habe daher auch kein Geschlecht und keine ethnische Zugehörigkeit. Durch den Tod werde die Verbindung zwischen Körper und Seele gelöst – letztere setze dann ihre ewige Reise zu Gott fort. Der tiefere Sinn des Lebens bestehe darin, Gott zu erkennen, zu lieben und sich ihm zu nähern. Dies könne durch ein freigebiges Leben des Dienstes an den Mitmenschen in Verbindung mit Gebet und Meditation erreicht werden. Nach den Lehren Bahāʾullāhs ist jeder Mensch wie ein Bergwerk reich an Edelsteinen von unschätzbarem Wert. Jeder besitze einzigartige Talente und Fähigkeiten, die er durch Bildung und die Ausübung des freien Willens entwickeln und für den Fortschritt der Gesellschaft einbringen könne. Bahāʾullāh schreibt über einige der Qualitäten und Taten, die das Leben des Menschen auszeichnen sollten:

„Sei freigebig im Glück und dankbar im Unglück. Sei des Vertrauens deines Nächsten wert und schaue hellen und freundlichen Auges auf ihn. Sei ein Schatz dem Armen, ein Mahner dem Reichen, eine Antwort auf den Schrei des Bedrückten und halte dein Versprechen heilig. Sei gerecht in deinem Urteil und behutsam in deiner Rede. Sei zu keinem Menschen unbillig, sondern erweise allen Sanftmut. Sei wie eine Lampe für die, so im Dunkeln gehn, eine Freude den Betrübten, ein Meer für die Dürstenden, ein schützender Port für die Bedrängten, Stütze und Verteidiger für das Opfer der Unterdrückung. Lass Sauberkeit und Redlichkeit all dein Handeln auszeichnen. Sei eine Heimat dem Fremdling, ein Balsam dem Leidenden, dem Flüchtling ein starker Turm. [...]“

Bahāʾullāh beschreibt Gott als den allliebenden und allwissenden Schöpfer des Universums. Die Menschen könnten die Eigenschaften Gottes in der ganzen Schöpfung erkennen. Jedoch nur der Mensch selbst – erschaffen nach dem Ebenbild Gottes – sei in der Lage, alle göttlichen Eigenschaften widerzuspiegeln. Dazu gehören Gerechtigkeit, Liebe, Großzügigkeit und Wahrhaftigkeit. Gleichzeitig könne der menschliche Verstand die Realität Gottes jedoch niemals wirklich erfassen, genauso wie beispielsweise ein Gemälde das Wesen des Malers nicht begreifen könne. Die Boten oder Manifestationen Gottes jedoch, wie Abraham, Moses, Zarathustra, Krishna, Siddhartha Gautama, Jesus Christus, Mohammed, der Bāb und Bahāʾullāh, seien wie göttliche Lehrer, die den Menschen das Wissen über Gott und seinen Willen vermitteln. Bahāʾullāh schreibt:

„Das Tor zur Erkenntnis des Altehrwürdigen Seins ist immer vor den Menschen verschlossen gewesen und wird es für immer bleiben. Kein menschliches Begreifen wird jemals zu Seinem heiligen Hofe Zutritt erlangen. Als Zeichen Seiner Barmherzigkeit und als Beweis Seiner Gnade hat Er jedoch den Menschen die Sonnen Seiner göttlichen Führung, die Sinnbilder Seiner göttlichen Einheit offenbart und verfügt, daß die Erkenntnis dieser geheiligten Wesen mit der Erkenntnis Seines eigenen Selbstes gleichzusetzen sei.“

Die Schriften Bahāʾullāhs erläutern, dass die Gründer der großen Weltreligionen alle Boten desselben Gottes sind. Sie seien von diesem gesandt, um der Menschheit zu helfen, sich entsprechend der Bedürfnisse der jeweiligen Zeit zu entwickeln. Sie würden die Menschen dazu inspirieren, ihren Charakter zu verbessern und sich in immer größeren und komplexeren Gesellschaften zu vereinen. Nach den Lehren Bahāʾullāhs besteht das Ziel der Religion also darin, einen konstruktiven Wandel herbeizuführen, sowohl innerlich als auch äußerlich. Konflikte im Namen der Religion werden als Widerspruch zu ihrem wahren Zweck angesehen. Bahāʾullāh schreibt:

„Dass es den verschiedenen Gemeinschaften und den mannigfachen Glaubensrichtungen auf der Erde nie gestattet sein sollte, Gefühle der Feindschaft unter den Menschen zu nähren, gehört an diesem Tage zum Wesen des Glaubens Gottes und zu Seiner Religion. Diese Grundsätze und Gesetze, diese festgefügten und mächtigen Glaubenssysteme gingen alle aus einer Quelle hervor und sind die Strahlen eines Lichtes. Wenn sie sich voneinander unterscheiden, so ist dies den wechselnden Erfordernissen der Zeitalter zuzuschreiben, in denen sie verkündet wurden.“

### Einheit der Menschheit und zivilisatorischer Fortschritt

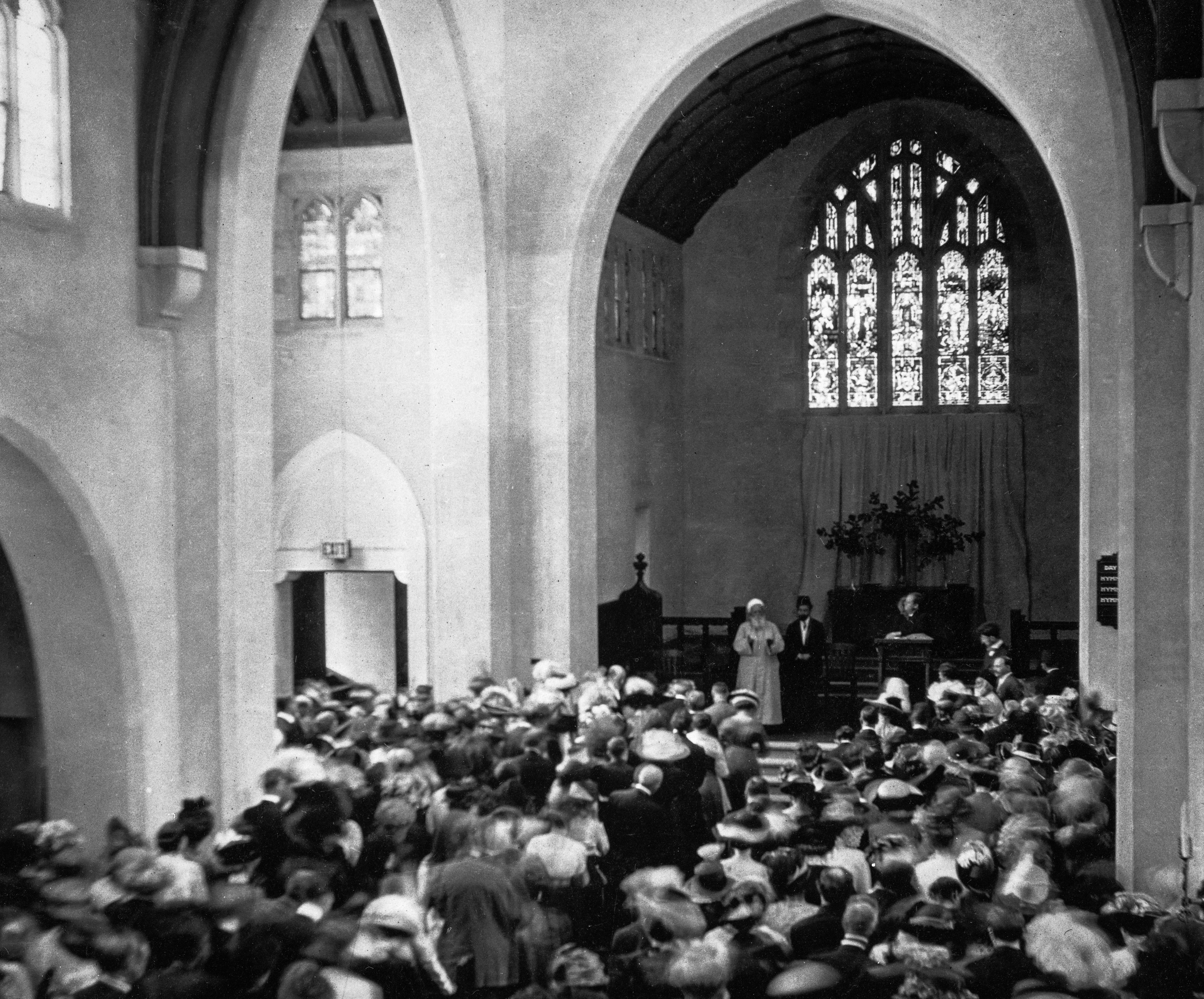
ʿAbdul-Bahāʾ spricht in einer Kirche in Chicago am 5. Mai 1912 über das Thema der Einheit.

Das Kernprinzip der Lehren Bahāʾullāhs ist die Einheit der gesamten Menschheit in all ihrer Vielfalt. Sie gilt auch als Dreh- und Angelpunkt seiner Lehren. Bahāʾullāh schreibt dazu beispielsweise:

„Ihr seid die Früchte eines Baumes und die Blätter eines Zweiges. Verkehrt miteinander in größter Liebe und Eintracht, in Freundschaft und Brüderlichkeit. Er, die Sonne der Wahrheit, ist Mein Zeuge! So mächtig ist das Licht der Einheit, dass es die ganze Erde erleuchten kann.“

In den Bahai-Schriften wird ermittelt, dass die Menschheit in ihrer Geschichte verschiedene Stadien durchlaufe, die mit den Entwicklungsphasen eines einzelnen Menschen vergleichbar sind. Sie sei die Phase der Kindheit durchlaufen und stehe nun an der Schwelle zur Zeit der Reife. Diese Übergangszeit könne also mit der Pubertät verglichen werden, in der alte Gewohnheiten und Denkweisen durch neue ersetzt werden, die dem Erwachsensein entsprechen. Das, was in der Vergangenheit für die menschliche Gesellschaft angemessen gewesen wäre, sei es heute nicht mehr.
Die Menschheit müsse neue Tugenden, Kräfte und ethische Standards entwickeln, die ihrer Entwicklung gerecht würden. Das Zeichen der Reife der Menschheit sei die Einheit der gesamten Menschheit in all ihrer Vielfalt. Während die Einheit auf der Ebene der Familie, des Stammes, des Stadtstaates und der Nation bereits erreicht worden ist, sei jetzt eine weltumfassende Einheit notwendig. Eine Weltzivilisation auf Basis dieses Prinzips solle sowohl von materiellem als auch geistigen Wohlstand geprägt sein und die Verwirklichung der menschlichen Potenziale ermöglichen.
Um das Prinzip der Einheit der Menschheit weiter zu veranschaulichen, verwendete Bahāʾullāh die Analogie des menschlichen Körpers. So wie die verschiedenen Teile des Körpers in Harmonie zum Wohle des Ganzen zusammenarbeiten, sollten das auch die verschiedenen Teile der Menschheit tun. Denn wie auch beim Körper sei Kooperation und nicht Konkurrenz das Prinzip, das das Funktionieren des Ganzen bestimme. Diese Neukonzeption erfordere einen grundlegenden Wandel in der Art und Weise, wie verschiedene gesellschaftliche Akteure – Einzelne, Gemeinschaften und Institutionen – sich selbst und andere betrachten und miteinander interagieren. Er sagt:

„Betrachtet die Welt wie einen menschlichen Körper, der von verschiedenen Leiden befallen wurde und dessen Genesung davon abhängt, dass alle Elemente, aus denen er sich zusammensetzt, aufeinander abgestimmt werden.“

Damit diese Entwicklung hin zur Einheit der Menschheit vollständig verwirklicht werden könne, müssten auch Vorurteile aufgrund von Rasse, Religion, Geschlecht oder anderen Merkmalen, die die Gesellschaft spalten, abgebaut werden. Nach Ansicht der Bahai sind Vorurteile ein Mangel, der durch Erziehung und die Praxis geistiger Prinzipien wie Liebe, Mitgefühl und Gerechtigkeit beseitigt werden könne.
Für die Entwicklung der Menschheit seien sowohl Glaube als auch Rationalität oder Vernunft notwendig. Nur durch deren Verbindung könnten die Kräfte und Fähigkeiten, die im Einzelnen und in der Menschheit als Ganzes schlummern, entdeckt und entwickelt werden. Zudem sei es notwendig, die Komplementarität zwischen Wissenschaft und Religion anzuerkennen. Das ermögliche es dem Menschen, geistiges und materielles Wissen zu generieren, anzuwenden und mit allen Menschen zu teilen. Ohne Wissenschaft verkomme die Religion zu Aberglauben und Fanatismus. Und ohne Religion könne die Wissenschaft zum Materialismus führen.
Shoghi Effendi fasste insbesondere die gesellschaftlichen Lehren Bahāʾullāhs, wie sie von ʿAbdul-Bahāʾ bei seinen Reisen im Westen erläutert wurden, folgendermaßen zusammen:

„Die unabhängige, von Aberglauben und Tradition befreite Wahrheitssuche; die Einheit des ganzen Menschengeschlechts – Hauptlehre und Leitprinzip des Glaubens –; die grundlegende Einheit aller Religionen; strikte Ablehnung jeglichen Vorurteils, ob religiöser, rassischer, gesellschaftlicher oder ethnischer Art; der unabdingbare Einklang von Religion und Wissenschaft; Gleichheit für Mann und Frau, die beiden Flügel, mit denen der Vogel Menschheit sich aufschwingen kann; die Einführung der Schulpflicht; die Adoption einer universellen Hilfssprache; die Beseitigung der Extreme von Reichtum und Armut; die Einrichtung eines Welttribunals zur Schlichtung von Streit unter Völkern; die Würdigung jeglicher im Geist des Dienstes geleisteten Arbeit als Gottesdienst; die Verherrlichung der Gerechtigkeit als herrschendes Prinzip in der menschlichen Gesellschaft und der Religion als Bollwerk für den Schutz aller Menschen und Völker; die Stiftung eines dauernden universalen Friedens als das erhabenste Ziel für die ganze Menschheit.“

## Schriften

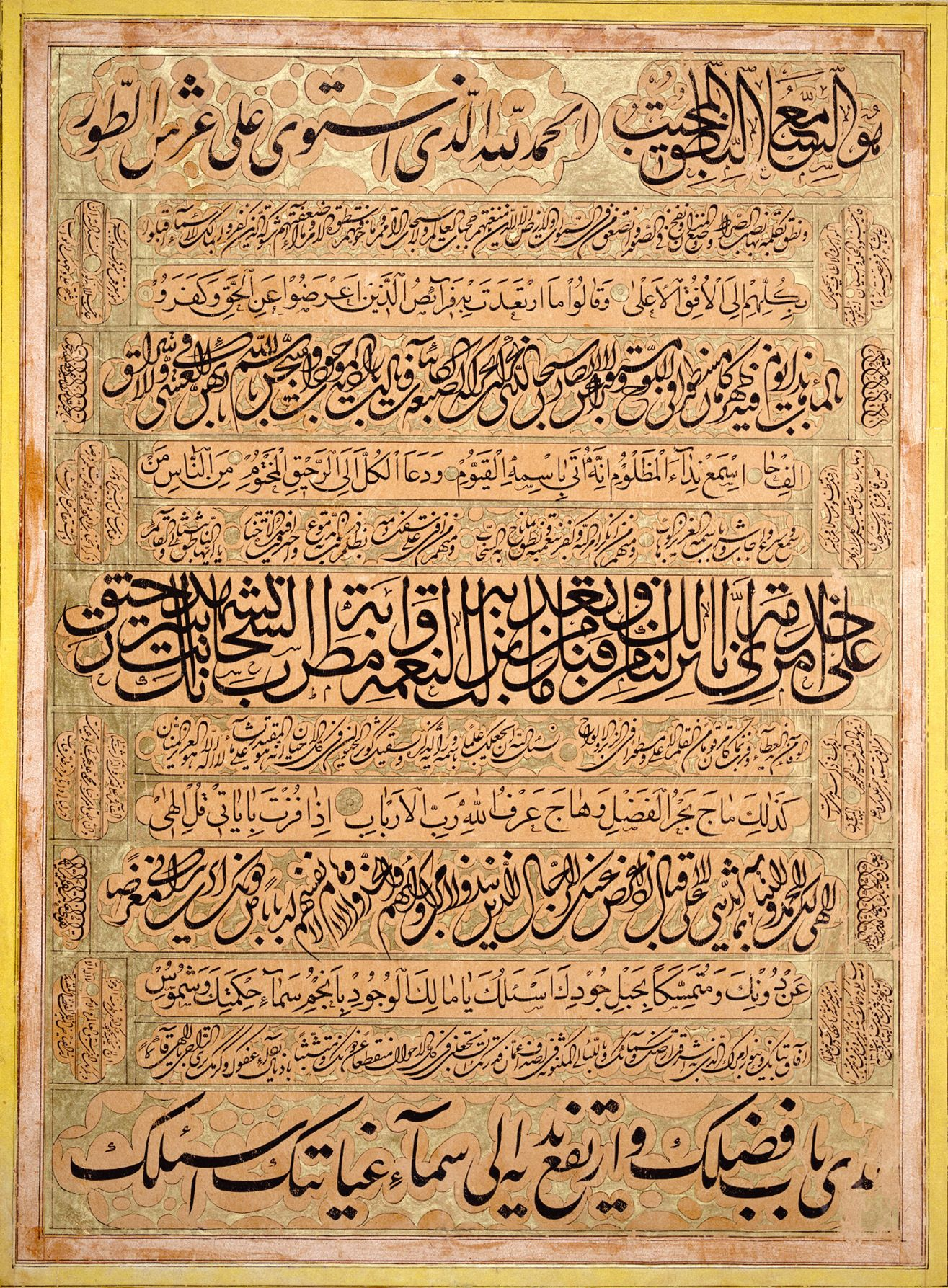
Von Mishkín-Qalam angefertigte Kalligrafie einer Offenbarungsschrift Bahāʾullāhs

Bahāʾullāh schrieb über einen Zeitraum von etwa 40 Jahren, also sowohl vor als auch nach seiner Verkündigung als Bote Gottes im Jahr 1863, eine erhebliche Zahl an Texten diverser Natur und Form. Derzeit sind etwa 20.000 dieser Schriften katalogisiert. Sie enthalten sowohl kurze Briefe als auch lange Bücher und summieren sich auf fast sieben Millionen Wörter. Viele wurden in Form von „Sendschreiben“ oder „Tafeln“ verfasst. Bahāʾullāhs Texte werden am Bahai-Weltzentrum in Haifa, Israel, aufbewahrt. Die Schriften Bahāʾullāh gelten den Bahai, gemeinsam mit jenen des Bāb, als göttlich inspiriert und Teil ihrer heiligen Schriften.
Die Bahai sind aufgefordert, die heiligen Schriften selbstständig zu studieren, zu erforschen und zu verstehen sowie in die Realität umzusetzen. Dabei folgen sie der Führung von ʿAbdul-Bahāʾ, Shoghi Effendi und dem Universalen Haus der Gerechtigkeit. Die Entwicklung und Auslegung von Bahāʾullāhs Lehren wurde von seinem ältesten Sohn ʿAbdul-Bahāʾ fortgesetzt, der zum Interpreten seiner Schriften ernannt wurde. Die Aufgabe der Interpretation wurde dann von ʿAbdul-Bahāʾ an seinen Enkel Shoghi Effendi weitergegeben. Heute kommt einem gewählten internationalen Gremium, dem Universalen Haus der Gerechtigkeit, unter anderem die Aufgabe zu, die praktischen Implikationen von Bahāʾullāhs Lehren zu erläutern.
Bahāʾullāhs Schriften umfassen ein breites Spektrum an Themen. Das Kernthema bildet das Konzept der Einheit in der Vielfalt. Dieses umfasst folgende Dimensionen: die Einheit Gottes, die essenzielle Einheit in den Botschaften seiner Gesandten und den von ihnen gestifteten Religionen, und die Einheit der gesamten Menschheit. Die meisten von Bahāʾullāhs Schriften wurden in Arabisch oder Persisch verfasst. Einige enthalten beide Sprachen. Das Arabisch in Bahāʾullāhs Schriften unterscheidet sich vom Standard-Arabisch seiner Zeit, und sein Persisch enthielt oft Wörter arabischen Ursprungs. Bahāʾullāhs Schriften enthalten auch Verweise auf andere heilige Schriften, darunter den Koran und die Bibel sowie auch auf die Werke von Mystikern und Sufi-Dichtern oder anderen Autoren.
Die meisten Werke Bahāʾullāhs wurden seinem Sekretär diktiert, aber einige wenige wurden auch von ihm selbst geschrieben. Diejenigen, die bei der Vermittlung oder Offenbarung der Verse anwesend waren, berichteten, dass die Worte so schnell hervor geströmt wären, dass sein Sekretär nicht mithalten habe können. Nachdem das Original geschrieben war, wurden üblicherweise Kopien angefertigt.
Bahāʾullāhs Schriften bestanden oft aus Antworten in Korrespondenz mit seinen Anhängern. Zunächst hatten die unmittelbaren Adressaten seiner Texte vor allem schiitisch-muslimischen Hintergrund. Doch als sich seine Lehren verbreiteten, gehörten zu den Empfängern seiner Schriften auch Menschen anderer Religionen, darunter Christen, Juden und Zoroastrier, sowie Herrscher und Führer verschiedener Länder. Bahāʾullāh habe in einer Weise geschrieben, die auf das Verständnis, die Sprache und den Hintergrund jedes Empfängers einging. Er schrieb auch in verschiedenen Stilen, was seine Werke vielfältig und einzigartig mache.
Bahāʾullāhs Schriften lassen sich in drei Hauptperioden einteilen, die den Jahren seines Exils in Bagdad, Edirne und Akkon entsprechen. Diese wurden als die Frühlingsjahre, die Sommerzeit und die Erntezeit seiner Offenbarung beschrieben. Der Schwerpunkt von Bahāʾullāhs Schriften erweiterte sich von mystischer Kontemplation, zu Darlegungen über seinen prophetischen Anspruch und seine Stellung und schließlich zu gesellschaftlichen Prinzipien. Neben etlichen anderen können beispielsweise für die erste Periode die Verborgenen Worte, für die zweite die Sure an die Könige sowie für die dritte das Sendschreiben über die Welt genannt werden. In letzterem formuliert er unter anderem:

„Laßt euere Gedanken fest auf das gerichtet sein, was das Glück der Menschheit wiederherstellen und der Menschen Herzen und Seelen heiligen wird. Am besten kann dies durch reine und heilige Taten, durch ein Leben der Tugend und durch edles Betragen vollbracht werden.“

Zu den wichtigsten Werken Bahāʾullāhs und Zusammenstellungen seiner Schriften, die bisher auf Deutsch übersetzt wurden, gehören darüber hinaus die Ährenlese aus den Schriften Bahāʾullāhs, Anspruch und Verkündigung, Botschaften aus ʿAkká, Brief an den Sohn des Wolfes, Buch des Bundes, Das Buch der Gewissheit, Das Tabernakel der Einheit, Edelsteine göttlicher Geheimnisse, Kitáb-i-Aqdas (Das Heiligste Buch), Sieben Täler – Vier Täler sowie Worte der Weisheit.

## Anspruch
Bahāʾullāh beansprucht, der Verheißene aller Zeitalter und aller Religionen zu sein. Dieser Anspruch ist eingebettet in seine Lehre von der wesentlichen Einheit der Religion und der fortschreitenden Offenbarung Gottes. Gott sei in allen Religionen derselbe. In regelmäßigen Abständen schicke er der Menschheit Boten oder „Manifestationen Gottes“, die auch die Stifter der Religionen der Welt seien, um der Menschheit den Willen Gottes entsprechend den Bedürfnissen der Zeit zu vermitteln und persönliche und gesellschaftliche Entwicklung zu ermöglichen. Entsprechend beanspruchte Bahāʾullāh, der jüngste in dieser langen Reihe von Persönlichkeiten zu sein, die gekommen seien, um der Menschheit eine Botschaft von Gott zu bringen. Zu dem von ihm vermittelten Glauben schrieb er unter anderem:

„Dies ist Gottes unveränderlicher Glaube, ewig in der Vergangenheit, ewig in der Zukunft.“

Bahāʾullāh erklärte, die Erfüllung zahlreicher messianischer Prophezeiungen einzuleiten. Die Menschheit habe nun ein Stadium der Reife erreicht, in dem verschiedene Gruppierungen ihre Differenzen beiseitelegen und eine friedvolle und geeinte Weltgemeinschaft bilden müssten. Seine Lehren würden die Menschheit in die Lage versetzen, eine solche Gesellschaft zu gestalten. Er schrieb:

„Dies ist der Tag, da Gottes erhabenste Segnungen den Menschen zugeströmt sind, der Tag, da alles Erschaffene mit Seiner mächtigsten Gnade erfüllt wurde. Alle Völker haben die Pflicht, ihre Gegensätze auszugleichen und in größter Eintracht und in Frieden im Schatten des Baumes Seiner Obhut und Gnade zu wohnen.“

Seit Bahāʾullāh diesen Anspruch verkündete, haben sich etliche Menschen seiner Religion angeschlossen. Heute haben diese als Bahai bekannten etwa 8 Millionen Anhänger Bahāʾullāhs diverse religiöse, ethnische und andere Hintergründe und leben in so gut wie allen Ländern und Territorien der Welt. Sie sind gemeinsam mit Gleichgesinnten damit befasst, die Vision Bahāʾullāhs in die Realität umzusetzen. Sie engagieren sich auf Basis seiner Schriften an sozialen Projekten an der Basis, an Bildungsaktivitäten und an den vorherrschenden gesellschaftlichen Diskursen. Dabei beabsichtigen sie, gemeinsam mit immer mehr Menschen zu lernen, wie sie den geistigen und materiellen Fortschritt und die Einheit ihrer Gemeinschaften und der gesamten Welt fördern können.

## Nachfolge

ʿAbdul-Bahāʾ, der älteste Sohn und Nachfolger Bahāʾullāhs als Oberhaupt des Bahāʾī-Glaubens

Die Regelung der Nachfolge Bahāʾullāhs wird in der Bahai-Religion als Bund Bahāʾullāhs bezeichnet. Gemäß diesem Bund ernannte Bahāʾullāh in seinem Heiligsten Buch und seinem Buch des Bundes seinen ältesten Sohn ʿAbdul-Bahāʾ (1892–1921) zu seinem Nachfolger und autorisierten Ausleger seiner Schriften. Diese Aufgabe wurde von ʿAbdul-Bahāʾ dann in seinem Testament an Shoghi Effendi (1921–1957) übertragen. Seit 1963 fungiert schließlich ein international gewähltes Gremium, das Universale Haus der Gerechtigkeit (seit 1963), als Oberhaupt der Religion. Diese Institution, dessen Autorität bereits von Bahāʾullāh etabliert wurde und dessen Funktionsprinzipien von ʿAbdul-Bahāʾ näher erläutert wurden, hat die Aufgabe, die Lehren Bahāʾullāh entsprechend den Anforderungen einer sich stetig entwickelnden Gesellschaft anzuwenden.
Dieser Bund Bahāʾullāhs sei historisch einzigartig. Unklarheit über die wahren Nachfolger von beispielsweise Jesus Christus und Muhammad hätten zu unterschiedlichen Auslegungen der heiligen Schriften und zu Uneinigkeit und Spaltungen in der Religion geführt. Im Kontrast dazu beinhalte der Bund Bahāʾullāhs als Teil der heiligen Schriften detaillierte und ausdrückliche Regelungen zur Nachfolge, die die Einheit der Bahai-Gemeinde bewahren könnten.
Das Verständnis des Bundes von Bahāʾullāhs ist für den Glaubens Bahāʾullāhs demnach von essenzieller Bedeutung. Die Bahai gehen davon aus, dass die Einheit der Bahai-Gemeinde, die durch den Bund gestärkt und geschützt werde, auch für den Aufbau einer friedvollen und geeinten Weltgemeinschaft entscheidend sei. Der Bund gilt zudem als das Mittel, durch das der individuelle Glaube an Bahāʾullāh in konstruktive Taten umgesetzt wird sowie als motivierende Kraft. ʿAbdul-Bahāʾ erklärt dazu:

„Es gibt heute keine Macht, die Einheit der Bahá'í-Welt zu bewahren, außer dem Bunde Gottes; ohne diesen würde Streit die Bahá'í-Welt umfangen wie ein heftiger Sturm. Offensichtlich ist die Achse der Einheit der Menschenwelt die Macht des Bündnisses und nichts anderes.“

## Bildliche Darstellungen

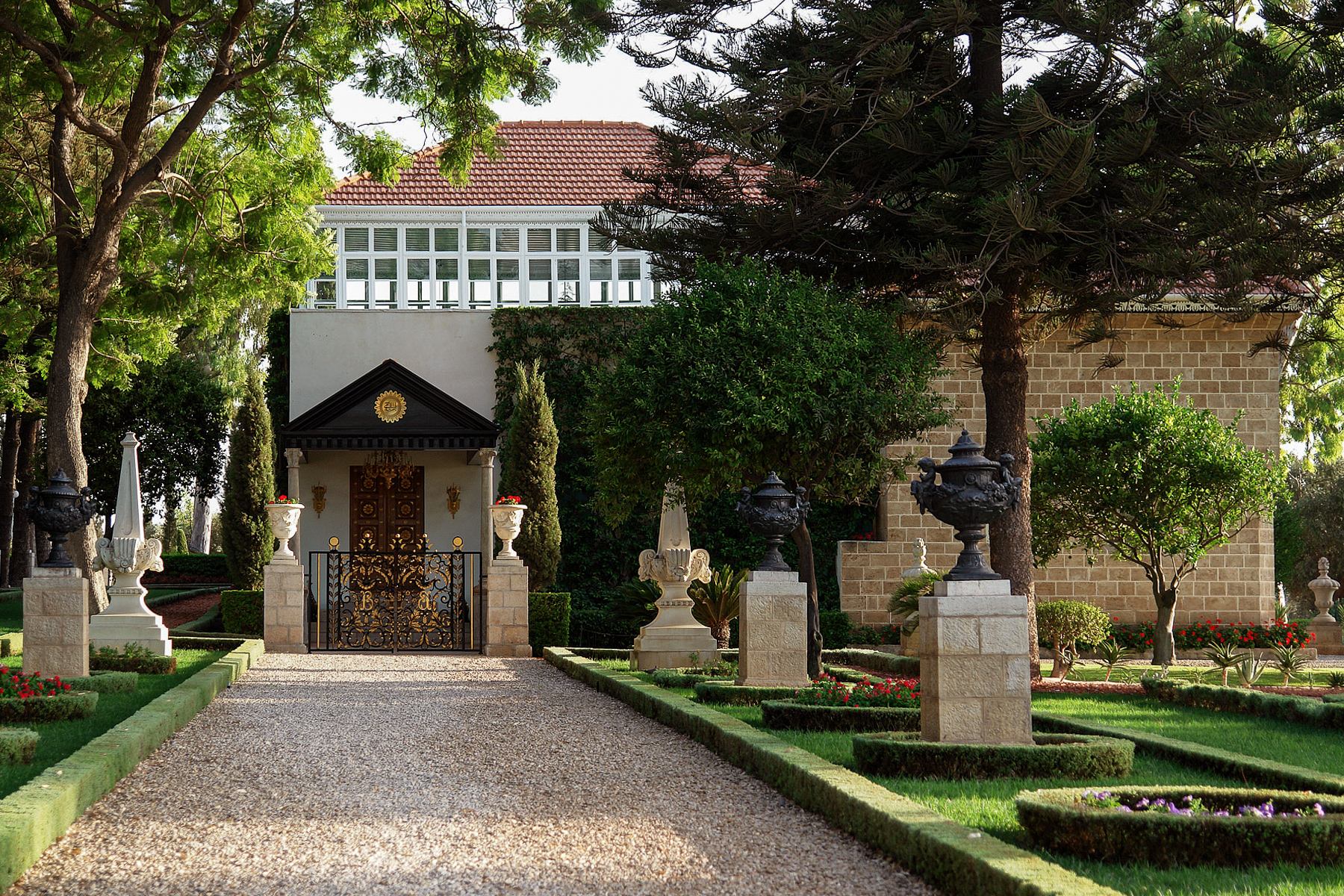
Schrein Bahāʾullāhs bei Akkon, Israel

Aus Sicht der Bahai sollten Fotos von Bahāʾullāh mit größter Reverenz und Respekt behandelt und nur zu besonderen Anlässen gezeigt werden. Um eine Vorstellung davon zu bekommen, wie Bahāʾullāh auf andere Menschen gewirkt hat, ist folgende Beschreibung des Orientalisten Edward Browne, der Bahāʾullāh persönlich begegnete, hilfreich:

„In der Ecke, wo der Diwan an die Wand stieß, saß eine hoheitsvolle, ehrwürdige Gestalt mit jener Kopfbedeckung, wie sie bei den Derwischen Táj genannt wird (aber von ungewöhnlicher Höhe und Form), und um deren unteren Teil ein kleiner weißer Turban gewunden war. Das Antlitz, in das ich nun blickte, kann ich nie vergessen, obgleich ich nicht imstande bin, es zu beschreiben. Diese durchdringenden Augen schienen auf dem Grunde der Seele zu lesen. Macht und Würde lagen über diesen breiten Augenbrauen; die tiefen Falten auf Seiner Stirne und Seinem Gesicht verrieten ein Alter, das Sein tiefschwarzes Haar und der in üppiger Fülle bis zur Leibesmitte herabwallende Bart Lügen zu strafen schienen. Unnötig zu fragen, in wessen Gegenwart ich stand, als ich mich vor Dem verneigte, Der das Ziel einer Verehrung und Liebe ist, um die Ihn Könige beneiden könnten und nach der sich Kaiser vergeblich sehnen.“

### Über Bahāʾullāh
- Hasan Balyuzi: Bahá’u’lláh. Der Herr der Herrlichkeit. Bahá’í-Verlag, Hofheim 1991, ISBN 3-87037-262-1.
- Bahá’í International Community: Bahá’u’lláh. Eine Einführung. Bahá’í-Verlag, Hofheim 1997, ISBN 3-87037-333-4 (bahai.org [PDF; 223 kB]).
- Adib Taherzadeh: Die Offenbarung Bahá’u’lláhs. Bahá’í-Verlag, Hofheim.
  - Baghdád 1853–1863 (Band 1). 1981, ISBN 3-87037-123-4.
  - Adrianopel 1863–1868 (Band 2). 1987, ISBN 3-87037-194-3.
  - `Akká, die ersten Jahre 1868–1877 (Band 3). 1992, ISBN 3-87037-295-8.
  - Mazra’ih und Bahjí 1877–1892 (Band 4). 1995, ISBN 3-87037-308-3.
- Nader Saiedi: Logos and Civilization. Spirit, History and Order in the Writings of Bahá’u’lláh. University Press of Maryland, Bethesda 2000, ISBN 1-883053-63-3.
- Moojan Momen: Baha’u’llah. A Short Biography. Oneworld Publications, Oxford 2007, ISBN 978-1-85168-469-4.
- Manfred Hutter: Handbuch Bahā’ī. Geschichte – Theologie – Gesellschaftsbezug. Kohlhammer, Stuttgart 2009, ISBN 978-3-17-019421-2.
- Manfred Hutter: Iranische Religionen. Zoroastrismus, Yezidentum, Bahaitum. De Gruyter, Berlin/Boston 2019, ISBN 978-3-11-064971-0.
- Juan Cole: A Brief Biography of Baha’u’llah. 1996 (umich.edu).
- Juan Cole: BAHĀʾ-ALLĀH. Mirzā ḤOSAYN-ʿALĪ Nuri. In: Onlineversion der Encyclopædia Iranica. 1988 (iranica.com).
- Peter Smith: An Introduction to the Baha’i Faith. Cambridge University Press, New York / Cambridge 2008, ISBN 978-0-521-68107-0.
- Robert H. Stockman (Hrsg.): The World of the Bahá’í Faith. Routledge, London 2021, ISBN 978-1-138-36772-2.
- Peter Smith: A Concise Encyclopedia of the Bahá’í Faith. Oneworld Publications, Oxford 2008, ISBN 978-1-85168-184-6.

### Von Bahāʾullāh auf Deutsch
Jahr und Titel beziehen sich auf die Ausgabe der aktuellen deutschen Übersetzung, nicht auf das Entstehungsjahr oder die erste Veröffentlichung. Genannt sind nur Ausgaben, die entweder so von Baha’u’llah verfasst wurden oder nur aus seinen Texten zusammengestellt worden sind. Zusammenstellungen, die weitere Autoren enthalten, sind nicht enthalten.
- Das Tabernakel der Einheit. Bahá’í-Verlag, Frankfurt am Main 2012, ISBN 978-3-87037-497-6 (Online – persisch: enthält Lawḥ-i-Mánikchí-Ṣáḥib, Lawḥ-i-Haft Pursish.).
- Brief an den Sohn des Wolfes. Verlag der Weltreligionen, Frankfurt am Main 2010, ISBN 978-3-458-70029-6 (Inhaltsverzeichnis – persisch: Lawḥ-i-Ibn-i-Dhi’b. Übersetzt von Armin Eschraghi).
  - Brief an den Sohn des Wolfes. Bahá’í-Verlag, Frankfurt am Main 1966, ISBN 3-87037-207-9 (Online – persisch: Lawḥ-i-Ibn-i-Dhi’b.).
- Edelsteine göttlicher Geheimnisse. Bahá’í-Verlag, Hofheim 2007, ISBN 978-3-87037-420-4 (Online – arabisch: Javáhiru’l-Asrár.).
- Anspruch und Verkündigung. Sendbriefe aus Edirne und ʻAkka. Bahá’í-Verlag, Hofheim 2007, ISBN 978-3-87037-419-8 (Online – arabisch, persisch: enthält Súratu’l-Haykal, Suratu’r-Ra’ís, Lawḥ-i-Ra‘ís, Lawḥ Fu’ád, Surat’ul-Muluk.).
- Die Verborgenen Worte. Bahá’í-Verlag, Hofheim 2004, ISBN 3-87037-418-7 (Online – arabisch, persisch: Kalimát-i-Maknúnih.).
- Das Das Buch der Gewissheit. Bahá’í-Verlag, Hofheim 2000, ISBN 3-87037-340-7 (Online – persisch: Kitáb-i-Íqán.).
- Der Kitáb-i-Aqdas. Das Heiligste Buch. Bahá’í-Verlag, Hofheim 2000, ISBN 3-87037-339-3 (Online – arabisch, persisch: Kitábu’l-Aqdas. Hauptwerk: arabisch; Erläuterungen: persisch).
- Ährenlese. eine Auswahl aus den Schriften Bahá’u’lláhs. Zusammengestellt und ins Englische übertragen von Shoghi Effendi. Bahá’í-Verlag, Hofheim 1999, ISBN 3-87037-366-0 (Online – arabisch, persisch: Gleanings From the Writings of Bahá’u’lláh. arabisch, persisch: die von Shoghi Effendi übersetzten Stellen von Bahá’u’lláh, englisch: das Original von Shoghi Effendi).
- Die Sieben Täler. Die Vier Täler. Bahá’í-Verlag, Hofheim 1997, ISBN 3-87037-330-X (Online – arabisch, persisch: Haft-Vádí, Chahár Vádí.).
- Gebete und Meditationen. Bahá’í-Verlag, Hofheim 1992, ISBN 3-87037-248-6 (Online – arabisch, persisch: Prayers and Meditations by Bahá’u’lláh. arabisch, persisch: die von Shoghi Effendi übersetzten Stellen von Bahá’u’lláh, englisch: das Original von Shoghi Effendi).
- Botschaften aus ʿAkká. Offenbart nach dem Kitáb-i-Aqdas. Bahá’í-Verlag, Hofheim 1982, ISBN 3-87037-143-9 (Online – arabisch, persisch: enthält Lawḥ-i-Karmil, Lawḥ-i-Aqdas, Bishárát, Ṭarázát, Tajallíyát, Kalimát-i-Firdawsíyyih, Lawḥ-i-Dunyá, Ishráqát, Lawḥ-i-Ḥikmat, Aṣl-i-Kullu'l-Khayr, Lawḥ-i-Maqṣúd, Súriy-i-Vafá, Lawḥ-i-Siyyid-i-Mihdíy-i-Dahají, Lawḥ-i-Burhán, Kitáb-i-ʻAhd, Lawḥ-i-Arḍ-i-Bá.).

### Von Bahāʾullāh auf Englisch
Jahr und Titel beziehen sich auf die Ausgabe der aktuellen englischen Übersetzung. Es sind nur Übersetzungen aufgeführt, welche noch nicht in deutscher Übersetzung vorliegen.
- Bahá’u’lláh’s Tablet of the Uncompounded Reality. A Provisional Translation. In: Lights of ‘Irfán. Band 11, 2010, S. 203–222 (Online [PDF; 300 kB] arabisch, persisch: Lawḥ Basíṭ al-Ḥaqíqa. Übersetzt von Moojan Momen).
- Prayers and rituals in the Bahá’í Faith. A Tablet to Jináb-i-Mullá ‘Alí-Akbar fí Ardi’l-Alif. In: Lights of ‘Irfán. Band 9, 2008, S. 321–362 (Online, Teil 1 [PDF; 397 kB])., Online, Teil 2 (PDF; 213 kB)